# Sterphus auricaudatus
Sterphus auricaudatus är en tvåvingeart som först beskrevs av Samuel Wendell Williston  1892.  Sterphus auricaudatus ingår i släktet Sterphus och familjen blomflugor. Inga underarter finns listade i Catalogue of Life.